# زائفة عشبية
زائفة عشبية (الاسم العلمي: Pseudomonas graminis) هي نوع من البكتيريا تتبع جنس الزائفة من فصيلة الزوائف.